# Soccer (datorspel)
Soccer är ett datorspel producerat av Intelligent Systems och Nintendo som en del av deras sportspelsserie "Sports Series" till Nintendo Entertainment System. Det släpptes i Japan 1985, och i USA och Europa 1987. Det släpptes också till Family Computer Disk System 1986. Det släpptes 2006 också till Wii:s Virtual Console, för att köpas genom Wii Shop Channel.

## Gameplay
Målet är att sparka in bollen i motståndarens mål. Spelet innehåller cheerleaders och man kan välja mellan 15, 30 och 45 minuter långa halvlekar. Ett tryck på B-knappen används för att slå en passning, medan man med A sparkar bollen mot motståndarlagets mål.
Sju lag finns representerade i spelet:
- BRA -  Brasilien
- ESP -  Spanien
- FRA -  Frankrike
- FRG -  Västtyskland
- GBR -  England
- JPN -  Japan
- USA -  USA